# مسافران (فیلم ۲۰۱۶)
مسافران (به انگلیسی: passengers) یک فیلم علمی تخیلی ماجراجویی آمریکایی به کارگردانی مورتن تیلدام و نویسندگی جان اسپیتز است. از جمله بازیگران این فیلم می‌توان به کریس پرت، جنیفر لارنس، مایکل شین و لارنس فیشبرن اشاره کرد.
مسافران در تاریخ ۲۱ دسامبر ۲۰۱۶ توسط کلمبیا پیکچرز در ایالات متحده به نمایش درآمد. فیلم با واکنش‌های متوسطی از سوی منتقدان همراه بود، و عملکرد لارنس و پرت و همچنین موسیقی فیلم مورد تحسین قرار گرفت. فیلم تا به حال از منتقدان نمره ۳۱/۱۰۰ را دریافت کرده‌است و در سایت متاکریتیک هم بر اساس ۴۸ نقد نمره ۴۱/۱۰۰ را گرفته‌است. مسافران با بودجه ۱۱۰ میلیون دلاری ساخته شد و نهایت هم فروش خود را در سراسر جهان به ۳۰۳ میلیون دلار رساند.
در هشتاد و نهمین دوره جوایز اسکار مسافران در دو بخش بهترین موسیقی متن برای توماس نیومن و طراحی صحنه برای گای هندریکس دایز نامزد اسکار بود اما هردو این جوایز به فیلم لا لا لند تعلق گرفت.

## چکیدهٔ داستان
این فیلم دربارهٔ یک ستاره‌پیما به نام آوالون (اَوَلان) است که قرار است در طی یک سفر ۱۲۰ ساله، پنج هزار مسافر و ۲۵۸ خدمهٔ سفینه را به سیاره‌ای دوردست اما قابل سکونت به نام هوم‌اِستِد۲ بفرستد. جهت جلوگیری از بالا رفتن سن سرنشینان و پیرشدن آن‌ها، مسافران با فناوری خواب مصنوعی سفر می‌کنند که قرار است به صورت خودکار چهار ماه پیش از رسیدن به مقصد آن‌ها را بیدار کند. این ستاره‌پیما دارای سامانهٔ خودکار دفع شهاب‌سنگ است که به صورتی سپری مغناطیسی عمل می‌کند؛ ولی بر اثر برخورد یک شهاب‌سنگ خیلی بزرگ، سفینه دوام نمی‌آورد و دچار نقص فنی می‌شود.
به همین دلیل یکی از مسافران به نام جیم پرستون (کریس پرت) که مهندس مکانیک است، زودتر از موعد مقرر بیدار می‌شود. هنگامی‌که بیدار می‌شود متوجه قضیه نیست. او در کل سفینه هیچ انسان بیداری را نمی‌بیند و متعجب است از اینکه چرا فقط او بیدار شده‌است؟ سپس در گشت و گزارش در سفینه متوجه یک ربات شبه‌انسان‌نما به نام آرتور (مایکل شین) می‌شود که در قسمت میخانهٔ سفینه، نوشیار است و به مسافران مشروب می‌فروشد. از او می‌پرسد که چقدر تا مقصد مانده‌است؟ جیم به دنبال این پرسش به سامانه‌های اطلاعاتی ستاره‌پیما نیز رجوع می‌کند و متوجه می‌شود که ۹۰ سال زودتر از موعد بیدار شده‌است.
جیم به وحشت می‌افتد و به در و دیوار می‌زند تا بلکه بتواند خود را مجدداً به خواب عمیق ببرد؛ ولی او همه راهی را امتحان می‌کند؛ ولی در نهایت موفق نمی‌شود. حدود یک سال به همین منوال می‌گذرد.
روزی جیم متوجه یک سیستم در سفینه می‌شود که از طریق آن می‌توان راهپیمایی فضایی انجام داد. او پس از استفاده از این سیستم واقعاً احساس تنهایی می‌کند و اشک از چشمانش جاری می‌شود و تصمیم می‌گیرد که خود را در خلأ رها کند تا بمیرد؛ ولی به زور با تصمیمش کنار می‌آید. وقتی در حال بازگشت از راهپیمایی فضایی است، در یکی از کپسول‌های خواب متوجه یک مسافر خانم به نام آئرورا (جنیفر لارنس) می‌شود و به او علاقه‌مند می‌شود. او رزومهٔ او را که در پایگاه داده‌های سفینه موجود است مطالعه می‌کند و متوجه می‌شود یک نویسنده است. می‌خواهد آئرورا را بیدار کند ولی این کار غیرانسانی است. زیرا او را هم با خود دچار مشکل نبود در کپسول خواب می‌کند. تنها همدمی که جیم در طول این مدت حدود یک سال داشته‌است، فقط آرتور ربات بوده‌است. جیم از آرتور می‌خواهد که اگر آئرورا را بیدار کرد به او نگوید که خودش بیدارش کرده‌است. سرانجام پس از کلی کلنجار رفتن با خود، جیم، آئرورا را بیدار می‌کند. آئرورا پس از بیداری همانند زمان بیدار شدن جیم، سر در گم است. تا اینکه جیم را می‌بیند. وقتی ماجرای جیم و گیر کردن جیم را در این مدت زمان طولانی می‌بیند دچار وحشت می‌شود؛ ولی بالاخره آرام می‌گیرد.
آن‌ها تصمیم می‌گیرند تا با سرگرمی‌های موجود در سفینه خود را سرگرم کنند تا شاید به راه چاره‌ای رسیدند. پس از یک مدت که با هم بودند روزی جیم، آورورا را دعوت به راهپیمایی فضایی می‌کند. در این جاست که آن‌ها در فضا علاقه خود را نسبت به یکدیگر بروز می‌دهند. پس از بازگشت از راهپیمایی فضایی، رابطهٔ عاطفی میان آن دو شکل می‌گیرد و آن دو رابطهٔ عاشقانه با یکدیگر دارند. تا اینکه روزی آرتور، به آورورا حقیقت را می‌گوید که جیم او را بیدار کرده‌است. پس از شنیدن این آورورا به شدت از جیم متنفر می‌شود و انگار به کل علاقه‌اش نسبت به او را از دست می‌دهد؛ ولی جیم هنوز عاشق آورورا است ولی آورورا بسیار خشمگین است. تا اینکه روزی جیم و آورورا متوجه بیدار شدن شخص دیگری به نام رئیس گاس مانکوسو (لارنس فیشبرن) می‌شوند. مانکوسو رئیس عرشهٔ سفینه است که بر خلاف جیم و آورورا اختیارات ورود به همه جای سفینه را از طریق دستبند مخصوصش دارد. او پس از بیداری برای اولین بار متوجه می‌شود که سفینه بر اثر یک برخورد دچار نقص فنی خیلی خطرناکی شده‌است که سفینه را رو به استهلاک و نابودی می‌برد. به همین دلیل تمام سعی خود را می‌کند تا سفینه را بهبود بدهد؛ ولی مانکوسو، خود دچار یک بیماری است که پس از بررسی توسط دستگاه تشخیص خودکار بیماری متوجه می‌شود که اندکی بیشتر زنده نیست.
به همین دلیل لباس فرم خود را می‌پوشد تا در قالب یک افسر خوش‌تیپ جانش را تسلیم کند. در آخر عمر خود به جیم و آورورا توصیه می‌کند که با یکدیگر اختلاف نداشته باشید و سپس دستبندش را به جیم می‌دهد تا از اختیارات او استفاده کند. همچنین مانکوسو از آنها می‌خواهد که تمام تلاششان را کنند تا سفینه را نجات دهند، مگر نه، نه فقط آنها بلکه تمام پنج هزار مسافر می‌میرند. پس از مرگ مانکوسو، جیم و آورورا اختلاف‌ها را کنار می‌گذارند و همزمان با تشدید مشکلات فنی سفینه تصمیم به تعمیر سفینه می‌گیرند. پس از چندین ساعت تلاش طاقت‌فرسا و خطرناک، جیم متوجه می‌شود که برای تعمیر ستاره‌پیما باید لباس فضایی را به تن کند و به بیرون برود. یعنی قرار است در خطر مرگ بالایی قرار بگیرد. در اینجا آورورا به جیم می‌گوید: جیم برگرد. بی تو نمی‌تونم زندگی کنم. جیم در برهه‌ای مجبور می‌شود تا فشار تخلیه هوا از سفینه را در خلأ تحمل کند و این یعنی نهایت نزدیکی به مرگ. پس از این جیم به فضا پرتاب می‌شود در حالیکه بیهوش است. همچنانکه در حال دورشدن از سفینه است، آورورا سریعاً لباس خود را به تن می‌کند و وجهت نجات دادن او راهی خلأ می‌شود.
هنگامیکه می‌خواهد او را بگیرد متوجه می‌شود که طناب متصل به لباسش دارای اندازه کافی نم باشد؛ ولی ناگهان طناب پاره شده لباس جیم به سمت او می‌آید و او طناب را می‌گیرد و بالاخره جیم را نجات می‌دهد. پس از اینکه او را به سمت سفینه می‌برد، او را در دستگاه پیشرفته تشخیص خودکار بیماری قرار می‌دهد. دستگاه می‌گوید که بدون مجوز پزشک نمی‌شود او را درمان کند ولی آورورا با استفاده از دستبند مانکوسو مجوز این کار را می‌گیرد. سرانجام جیم درمان می‌شود. پس از بهبود شرایط جیم شرایط را برای به خواب رفتن فقط یک نفر فراهم می‌کند. جیم فداکاری می‌کند و می‌خواهد که این فرصت را به آورورا بدهد و خود تا آخر عمر خود در سفینه زندگی کند. جیم به آورورا می‌گوید که: تو باید به هوم‌استد۲ بروی و کتاب خودت رو بنویسی؛ و او را تشویق به خوابیدن می‌کند؛ ولی اینجاست که آن دو تصمیم میگرند که تا آخر عمر خود در سفینه بمانند و با هم زندگی کنند و باقی مانده عمرشان را در سفینه طی کنند. ناگهان فیلم به ۹۰ سال بعد می‌رود.
هنگامی‌که سایر مسافران بیدار شده‌اند با نامه‌ای از سوی جیم و آورورا مواجه می‌شوند که در آن نوشته شده‌است:وقتی شما خواب بودید اتفاقات زیادی در این سفینه افتاد و …. همچنین جیم و آورورا که تا آخر عمر خود در سفینه مانده بودند، در سفینه کارهای عجیب و غریبی کرده بودند و آنجا را برای زندگی کامل فراهم کرده بودند. آن‌ها در نامه خود همچنین نوشته بودند که:مهم نیست که ما کجا هستیم. مهم این است که هر کجا هستیم از بودن با کسانی که دوستشان داریم لذت ببریم. آنها این جمله را از آرتور، همان ربات انسان نما یادگرفته بودند….

## ساخت

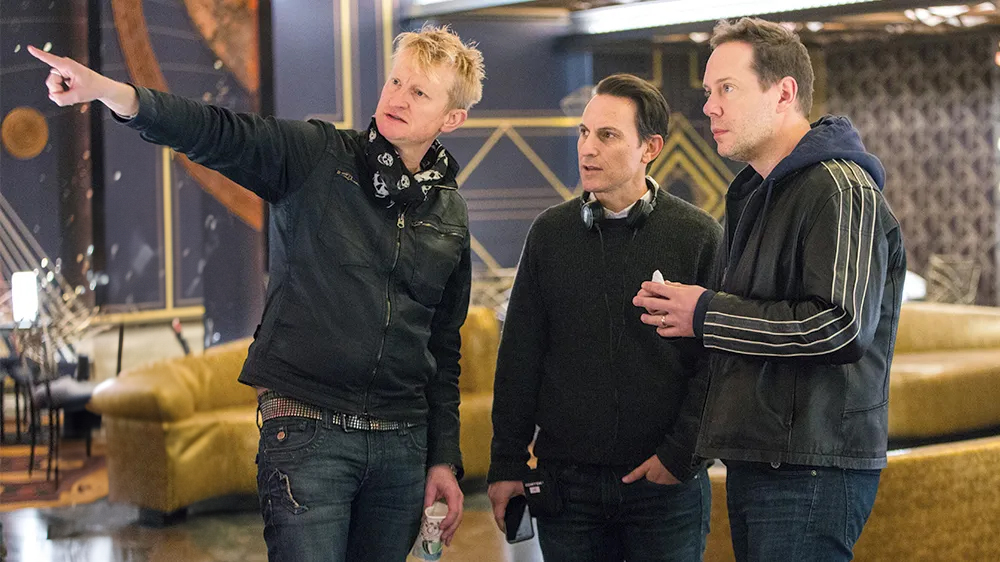
طراح تولید گای هندریکس دیاس، تهیه کننده اوری مارمور و نویسنده جان اسپایتز در صحنه فیلمبرداری

ایدهٔ اصلی و فیلمنامهٔ این فیلم را جان اسپیتز در سال ۲۰۰۷ نوشت و فیلمنامه‌اش در فهرست سیاه بهترین فیلمنامه‌های تولید نشده قرار گرفت. ابتدا قرار بود که نقش زوج اصلی قصه را کیانو ریوز و امیلی بلانت بازی کنند اما مراحل پیش تولید به قدری کند جلو رفت و با موانعی مختلفی همچون عدم وجود بودجهٔ مناسب رو به رو شد که حضور این دو بازیگر هم منتفی شد. در سال ۲۰۱۴ حق فروش فیلمنامه خریداری شد و پیش تولید به صورت رسمی شروع شد. مورتن تیلدام کارگردان نروژی که پیش از این فیلم تحسین‌شدهٔ بازی تقلید را ساخته بود نخستین و آخرین گزینه برای ساخت فیلم محسوب می‌شد. کریس پرت و جنیفر لارنس برای بازی در نقش زوج اصلی فیلم انتخاب شدند و لارنس فیشبرن هم آن‌ها را همراهی می‌کرد. دستمزد جنیفر لارنس برای بازی در این فیلم بیست میلیون دلار بیشتر از کریس پرت بود که رسانه‌ای‌شدن این موضوع واکنش‌های زیادی را در پی داشت.